# 마크 도나토

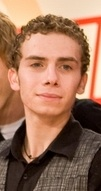

마크 도나토(Marc Donato, 1989년 1월 25일 ~ )는 캐나다의 배우, 영화배우, 텔레비전 배우이다.
토론토에서 태어났다.

## 영화
- 익스트랙션 (2020년)
- 헌티드 하이 (2012년) - 콜트 역
- 배드 키즈 고우 투 헬 (2012년) - 타렉 아메드 역
- 마인드 오브 이츠 오운 (2010년)
- 더 파이널 (2010년)
- 퓨처 이즈 와일드 (2007년)
- 파란 나비 (2004년) - 피트 칼턴 역
- 화이트 올랜더 (2002년)
- 아름다운 세상을 위하여 (2000년)
- 락트 인 사일런스 (1999년)
- 스릴 씨커 (1999년)
- 세계 지도 (1999년)
- 블러드 레인 (1998년)
- 달콤한 후세 (1997년)
- 포화 속의 용기 - 두 커플 (1997년)
- 플래시 포워드 (1996년)
- 백만장자 빌리 (1995년)